# Perovskit
Perovskit är ett medelhårt mineral med sammansättningen CaTiO3 och är en kalciumtitanoxid. Mineralet upptäcktes i Uralbergen i Ryssland av Gustav Rose 1839 och är uppkallat efter den ryske mineralogen Lev Perovski (1792–1856).

## Egenskaper
Perovskit bildar svarta till bruna, ogenomskinliga, glänsande kristaller, som är lösliga i het svavelsyra. Stabiliteten hos perovskit i vulkaniska bergarter är begränsad på grund av dess reaktionsförhållande till titanit.
Perovskit har sub-metallisk till metallisk lyster, färglös gråvit streckfärg, pseudokubisk struktur, ofullständig spaltning och spröd hållbarhet. Färger kan vara svart, brun, grå, orange till gult. Kristaller av perovskit ser ut som kuber, men är pseudokubiska och kristalliserar i det ortorombiska systemet. Perovskitkristaller har förväxlats med blyglans, men blyglans har dock bättre metallisk lyster, högre densitet, perfekt spaltning och sann kubisk symmetri. 

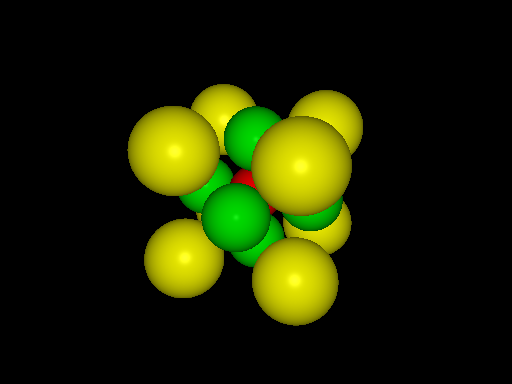
Perovskitens kristallstruktur. De gula atomerna är kalcium, de röda titan och de gröna syre.

Perovskit har gett namn åt perovskitstrukturen med den allmänna formeln ABX3, där X vanligtvis är syre.

## Förekomst
Perovskit finns i kontaktkarbonatskarn på Magnet Cove i Arkansas, i amorfa block av kalksten utkastade från vulkanen Vesuvius, i klorit och talkskiffer i Ural och Schweiz, och som bimineral i alkaliska och mafiska magmatiska bergarter, nefelinsyenit, melillitit, kimberliter och sällsynta karbonatiter. I Sverige har perovskit hittats i kalkbergarten sövit på Alnön. Perovskit är ett vanligt mineral i Ca-Al-rika inneslutningar som finns i vissa kondritiska meteoriter.
En varietet  innehållande sällsynta jordartsmetaller, knopit, (Ca, Ce, Na) (Ti, Fe) O3) återfinns i alkalihaltiga berg på Kolahalvön och på Alnön. En niobbärande varietet är dysanalyt som förekommer i karbonatit nära Schelingen i Kaiserstuhl i Tyskland.